# 齊耀珹

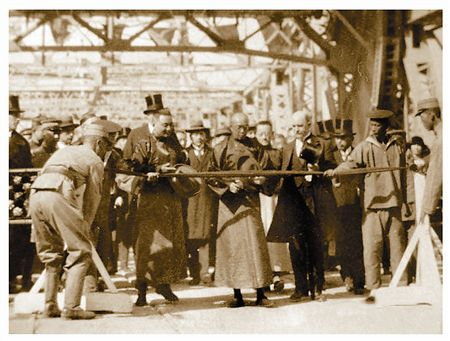
1927年10月18日，天津万国桥竣工典礼剪彩瞬间，中间者为张作霖所派代表中华民国内务部次长齐耀珹，其左侧为曾任交通总长的吴毓麟。

齊耀珹（1882年—？）字斐章，吉林省伊通州（今梨树县孟家岭镇四台子村）人，中华民国政府官员。

## 生平
1882年（清朝光緒八年）出生。清朝貢生。中华民国时期，曾任内務部科員，直隸省遷安縣知事，天津縣知事。1927年1月，出任北京政府内務部次長，1928年去職。
1920年6月13日，农商银行呈准获发行纸币，核定发行额200万元。1924年6月，又呈准增加发行额300万元。农商银行的纸币上，有“Governor”（总裁）下的英文拼音签名“Chi yao shan”（齐耀珊），以及“manager”（经理）下的英文拼音签名“Chi yaoching”（齐耀珹）。

## 家庭
《伊通齐氏家谱》，修谱人齐耀琳，该家谱记载了齐氏家族的历代成员。
- 高祖父：齐老全（真名无考），山东省昌邑县齐西村人，清朝乾隆年间携妻儿推一辆独轮车，闯关东到今吉林省梨树县孟家岭镇四台子村（原属奉天伊通州）开荒为生。[4][5]
- 曾祖父：齐永安，齐老全之子。[4][5]
- 祖父：齐毓珍，齐永安之子。齐永安40岁得子齐毓珍，家教严厉。齐毓珍后成为商人，在吉林涉足百货、当铺、油坊、烧锅等行业。其中在四台子村设同仁宫，郭家店设同仁站，四平设同仁街，公主岭设同仁堂，辽源设同仁达。齐毓珍还在四台子村修建五所义塾。[4][5]
- 父辈：齐忠甲[4][5]
- 父辈：齐家瑞，齐忠甲的亲兄弟。[3]
- 父辈：齐绅甲，齐忠甲之弟，齐耀琳的叔父。[4][5]
- 父辈：齐书甲[3]
- 兄：齐耀琳[4][5]
- 兄：齐耀珊，齐耀琳的胞弟，齐耀珹的胞兄。[2][4][5]
- 同辈：齐耀瑭，辽宁省黑山县县长。[4]
- 同辈：齐耀珺，1919年任吉林省财政厅厅长兼永衡官银钱号监理官，复改任实业厅厅长。[4][6]
- 同辈：齐耀瑄，创办伊通巡警，补任吉林省知府。中华民国时曾任众议院议员。[4][6]
- 同辈：齐耀琮，商人。[3]
- 晚辈：齐长贵，擅长书法、丹青、篆刻，设计监修伊通的启文书院，获吉林将军赏赐“五品功牌”。[4][6]
- 子：齐祖辑[7]
  - 儿媳：刘月如，齐祖辑之妻[7]
  - 孙女：齐宗华，齐祖辑、刘月如夫妇独生女，中华人民共和国翻译家[7]